# Lom Na plachtě

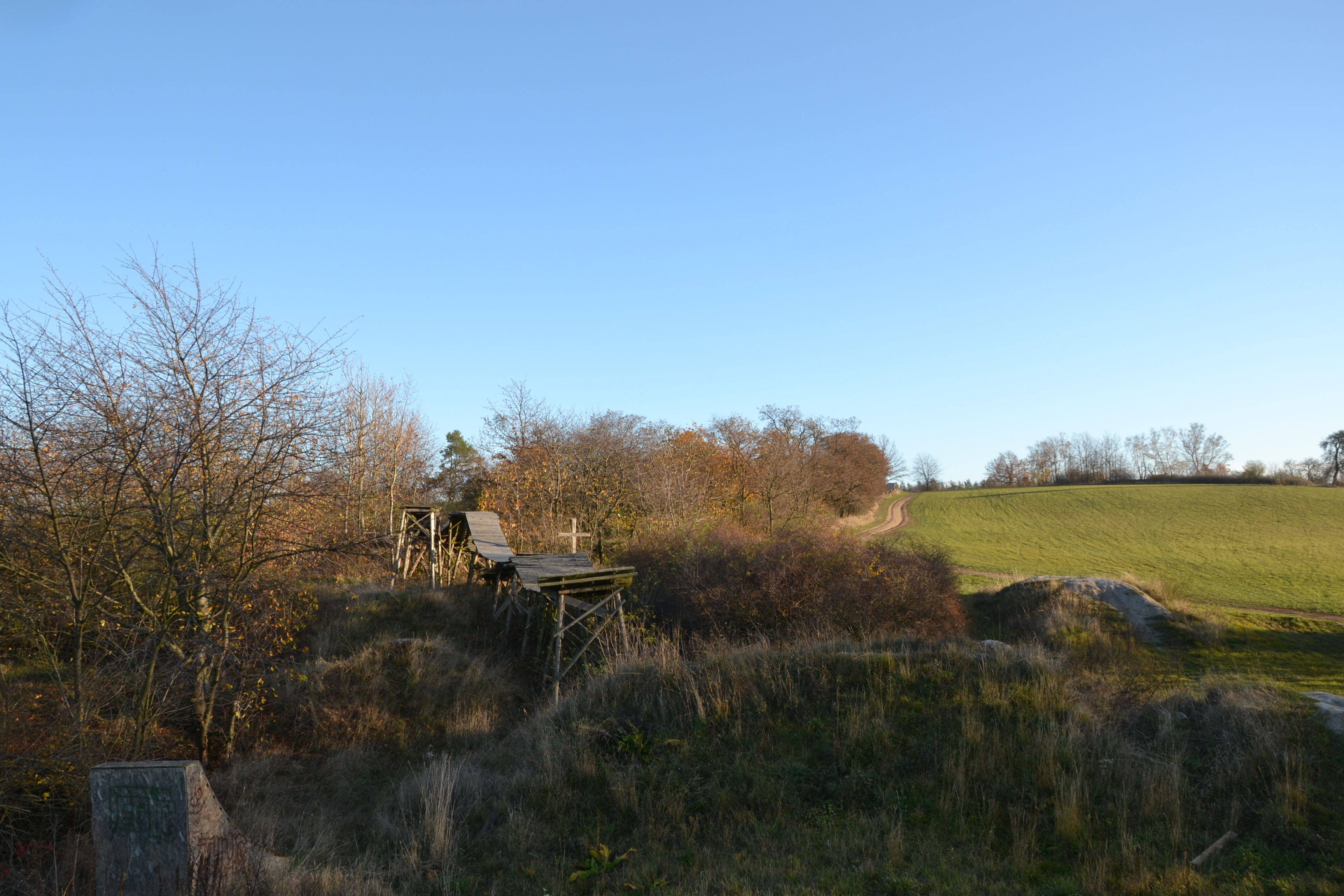
pohled na ochranné pásmo přírodní památky

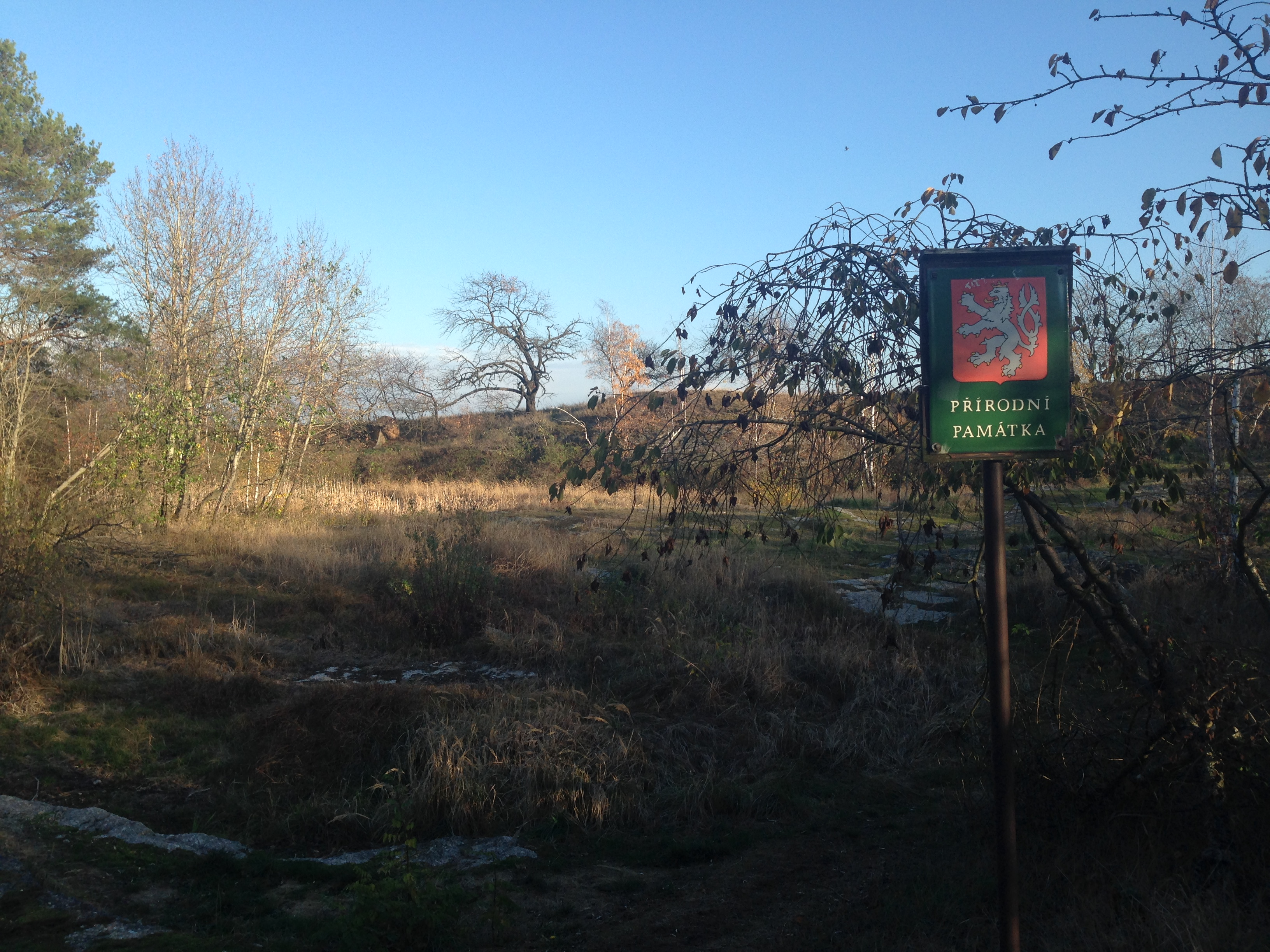
hranice přírodní památky

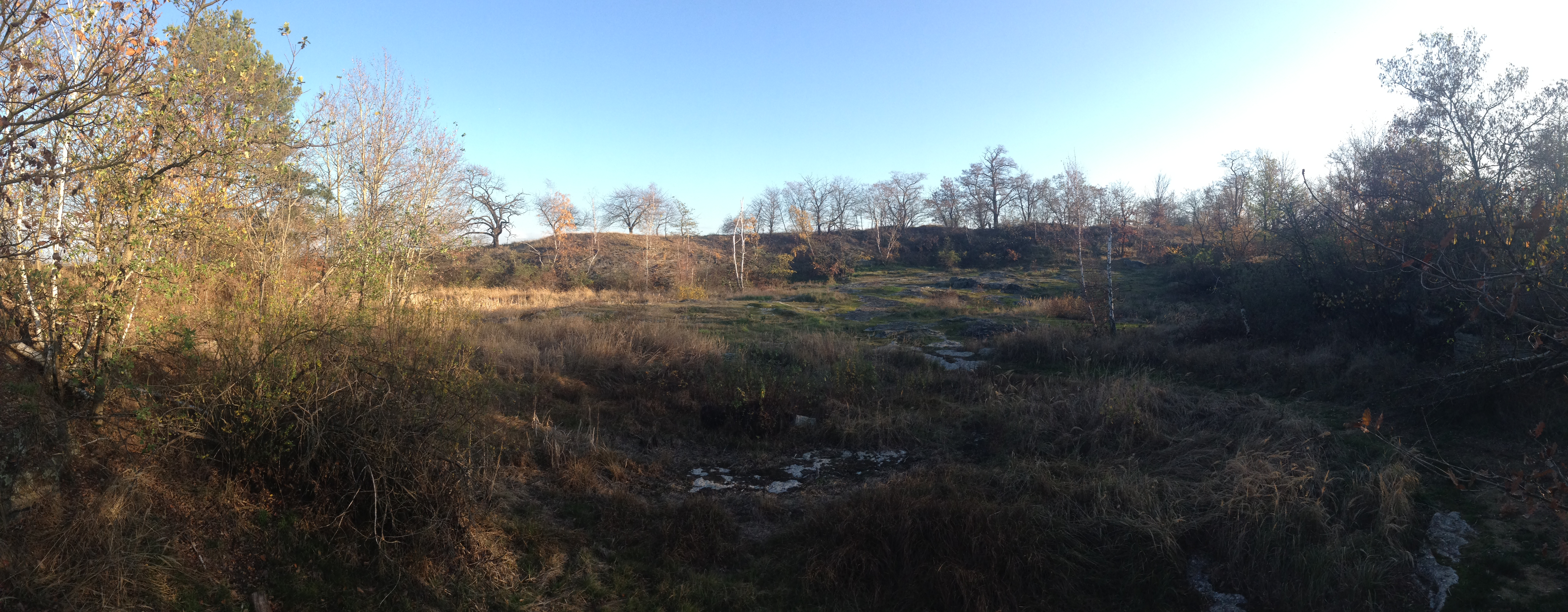
pohled na celou PP

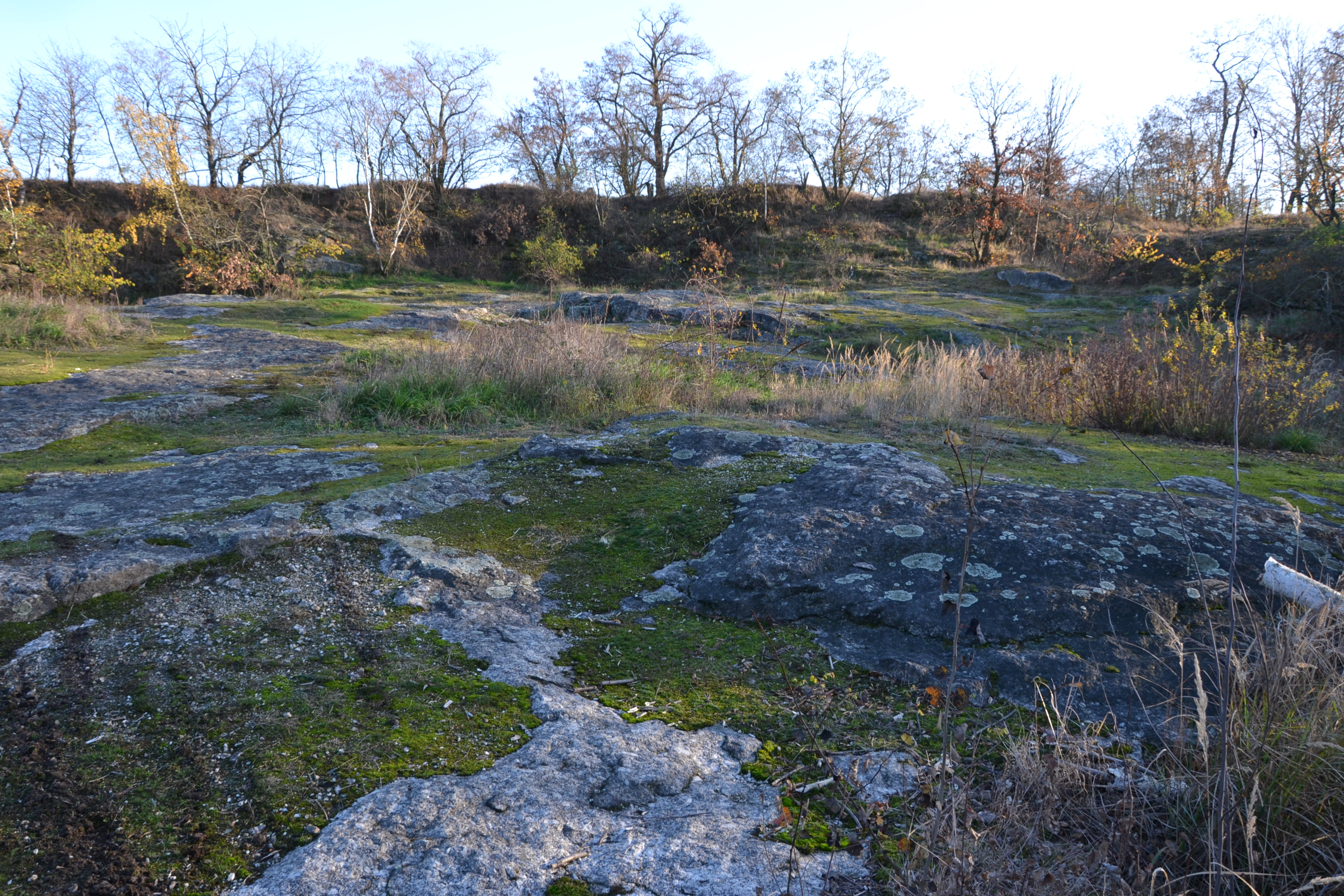
uvnitř PP

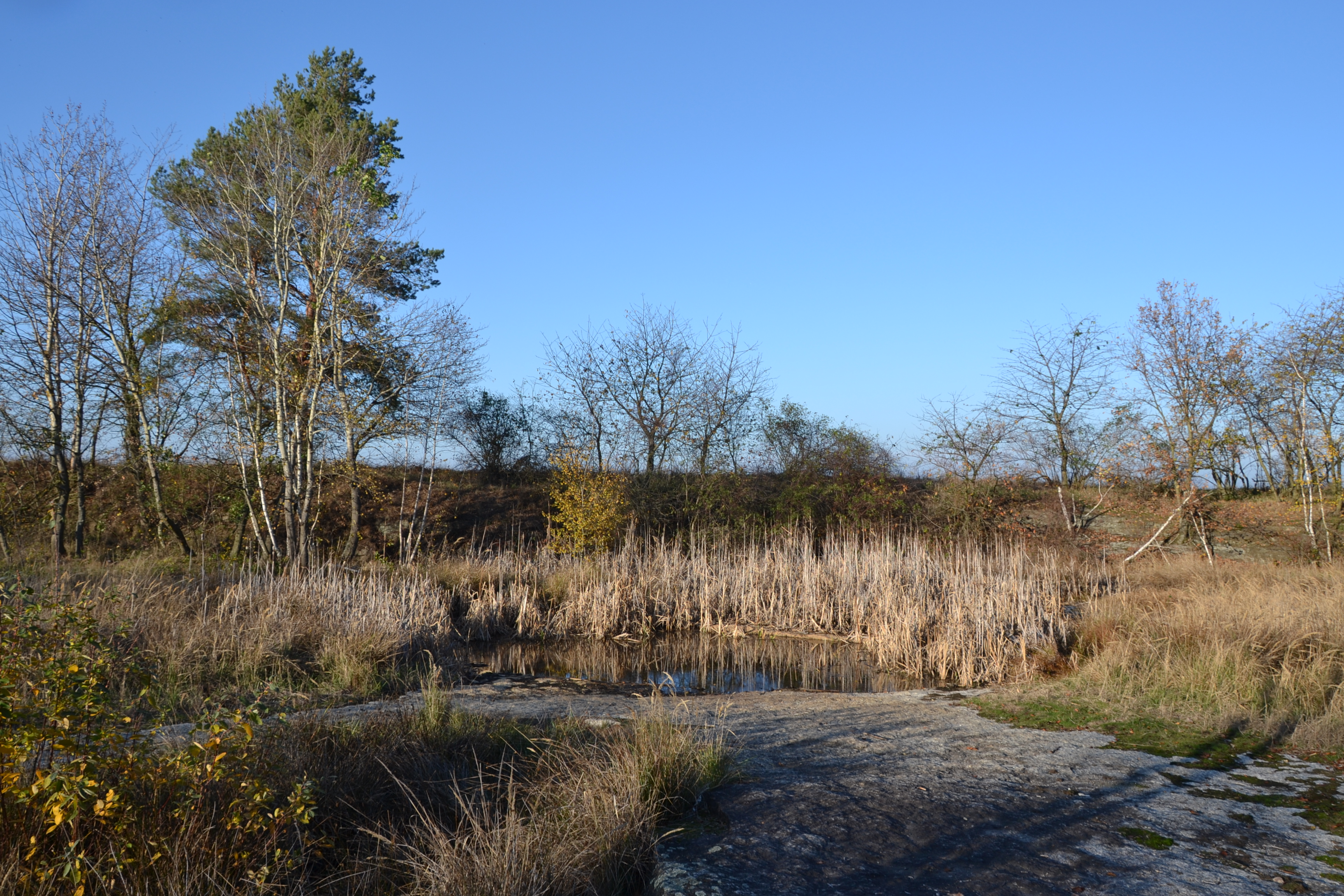
Stav vody v tůni v listopadu 2018

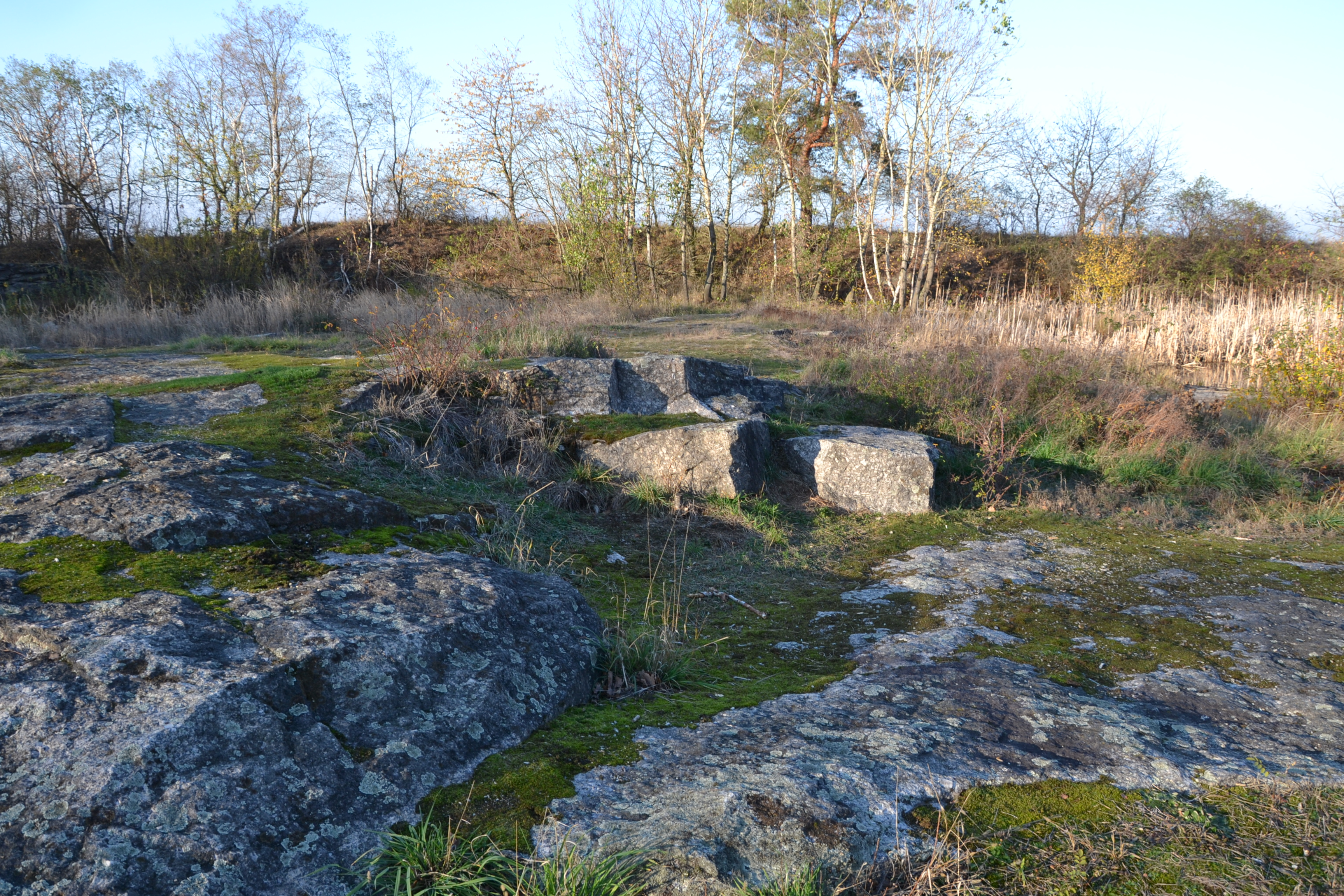
Viditelné známky těžby

Lom Na plachtě, tzv. Plachta, je přírodní památka s evidenčním číslem 1173 ve Středočeském kraji, která se nachází asi dva kilometry jižně od obce Škvorec, v katastrálním území Třebohostice u Škvorce. V minulosti zde probíhala těžba žuly, nyní je lom opuštěný. Důvodem vyhlášení přírodní památky je ochrana mokřadního biotopu s výskytem obojživelníků a plazů. Zároveň se jedná o geologicky zajímavou lokalitu. V závislosti na počasí zde vznikají dočasná jezírka. V severní části se voda drží trvale. Chráněné území bylo vyhlášeno v roce 1990. Od roku 2005 je oblast evidována jako evropsky významná lokalita.

## Lokalita
Tento geotop, pojmenovaný podle blízkého vrcholu, se nachází nedaleko Prahy v okrese Praha-východ, v obci Škvorec, v katastrálním území Třebohostice u Škvorce. Chráněné území je tvořeno dvěma částmi. Samotnou přírodní památkou o rozloze 0,7918 ha (čísla parcel 446/1, 446/3) a ochranným pásmem o rozloze 0,6587 ha (čísla parcel 444/1 a 897), které lemuje západní stranu PP. Evropsky významná lokalita je vyměřena na 0,7687 ha a je prakticky totožná s PP. Jedná se o malý, nepříliš výrazný, přesto překvapivě pestrý kousek krajiny. Od okolních luk a polí je lom oddělen prstencem tvořeným stromy a keři, které však nejsou předmětem ochrany. Místo je často navštěvováno pejskaři, cyklisty apod. Nachází se zde dokonce dráha pro sjezdová kola, která vede v podstatě skrz celé ochranné pásmo. Posledních několik let už není v provozu.

## Historie
Lokalita je chráněná od roku 1990, kdy byla vyhlášena jako chráněný přírodní výtvor. V roce 1992 došlo ke změně zákona o ochraně přírody a krajiny a od té doby se jedná o přírodní památku. Od roku 2005 území patří mezi EVL.
V minulosti byl vrch Plachta údajně jedním z míst, kde se scházeli Slované, aby zde prováděli oběti pohanským bohům. Důkazem měly být obětní mísy, které se na místě nacházely až do počátku 20. století. Bohužel tyto informace nelze důvěryhodně doložit. Podle přítomnosti některých druhů rostlin a živočichů lze předpokládat, že zde v dobách před těžbou probíhala pastva.Těžba zde trvala asi do poloviny šedesátých let 20. století. Od té doby nebyl lom nijak využíván.

## Přírodní poměry

### Geologie
Lom je součástí středočeského plutonu a jeho podloží tvoří převážně porfyrické biotitické žuly, které v blízkosti přechází v proterozoické jílové břidlice. Povrch lomu má převážně skalní podklad. 

### Fauna
Na území PP, které je prakticky shodné s územím EVL, bylo v minulosti zaznamenáno mnoho chráněných druhů plazů a obojživelníků, jako jsou kuňka obecná (ohnivá) (Bombina bombina), kuňka žlutobřichá (Bombina variegata), ropucha obecná (Bufo bufo), ropucha zelená (Bufo viridis),rosnička zelená (Hyla arborea), skokan hnědý (Rana temporaria), skokan štíhlý (Rana dalmatina), čolek obecný (Triturus vulgaris), čolek velký (Triturus cristatus), ještěrka obecná (Lacerta agilis), slepýš křehký (Anguis fragilis), užovka obojková (Natrix natrix).
Dále můžeme narazit na poměrně velké množství druhů čmeláků, například čmeláka lesního (Bombus silvarum), čmeláka lučního (Bombus pratorum), čmeláka polního (Bombus agrorum), čmeláka skalního (Bombus lapidarius), čmeláka zahradního (Bombus hortorum), čmeláka zemního (Bombus terrestris).

### Flóra
Z hlediska ochrany je pro nás důležitý trnovník akát (Robinia pseudacacia) společně s borovicí černou (Pinus nigra). Tyto druhy se doporučuje z důvodu zarůstání plochy odstraňovat. Ostatních zástupců rostlinné říše zde můžeme nalézt nemalé množství. Chráněné druhy mezi nimi ale nenajdeme a nejsou proto předmětem ochrany. Roste zde například sítina žabí (Juncus bufonius), kalužník šruchový (Peplis portula), hvozdík kropenatý (Dianthus deltoides) nebo vrba popelavá (Salix cinerea).

## Ochrana
Cílem ochrany PP je zachování mokřadního biotopu s tůněmi, na jehož území se vyskytují některé ohrožené druhy živočichů vázaných na vodu a vlhké prostředí. Příkladem může být silně ohrožená kuňka obecná (ohnivá) (Bombina bombina), díky které byla oblast později přidána na seznam evropsky významných lokalit. Ochrana kuňky obecné současně poskytuje ochranu i ostatním druhům a můžeme ji proto s malou rezervou označit za tzv. deštníkový druh. Od vyhlášení v roce 1990 zde byl management prováděn pouze nárazově. V roce 2005 vznikl plán péče o PP pro roky 2006 až 2015. Jako EVL je oblast evidována od roku 2005.
Plán péče pro PP a EVL je téměř totožný. Doporučuje se likvidace náletových a nepůvodních dřevin. V případě borovice černé se likvidace týká pouze mladých stromů, v případě akátu všech exemplářů. Dále se doporučuje regulace vodního porostu, a to hlavně v suchých obdobích s nízkým úhrnem srážek. Všechna voda je pouze srážková a v případě mimořádného sucha delšího charakteru by bylo vhodné uvažovat o doplnění vody z externích zdrojů.
V těsné blízkosti biotopu dochází k intenzivnímu využívání zemědělské půdy. Hrozí proto splachy hnojiv, následná eutrofizace a urychlení sukcese. Některé látky mohou na živočichy působit toxicky. Jiné činnosti člověka biotop momentálně neohrožují. Střety zájmů nejsou známy. 

## Turismus
Z vrchu je výhled do okolní krajiny a za dobré viditelnosti je vidět např. Ještěd či Říp nebo Praha. Na jižní straně kopce vystupuje Babický les s bývalým vojenským prostorem. Poblíž vrcholu je vybudován vojenský úkryt.